# 로갈란주

로갈란주의 위치

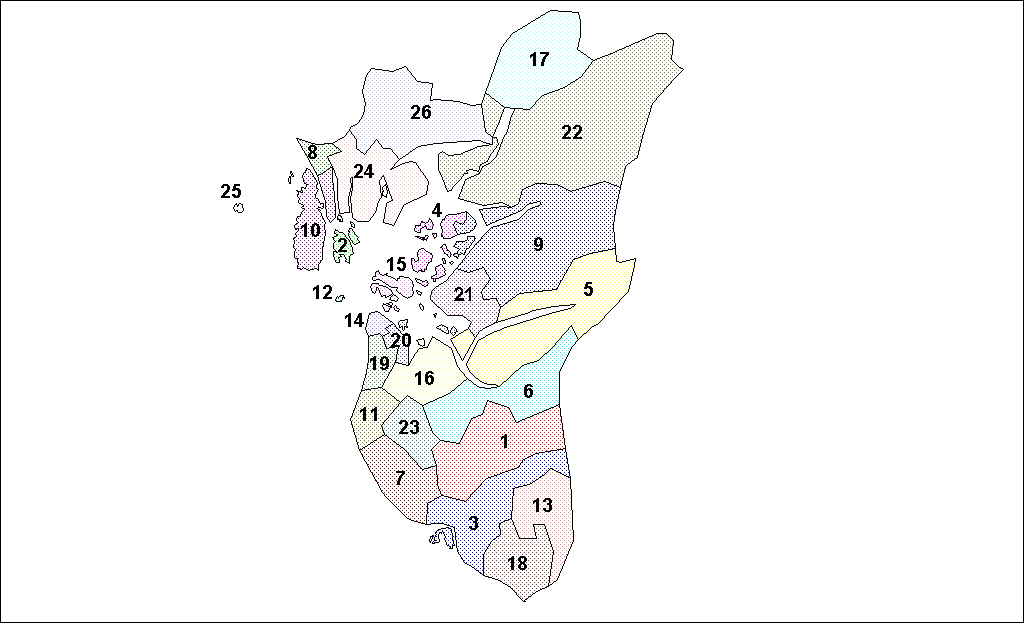
로갈란주의 지방 자치체

로갈란주(노르웨이어: Rogaland fylke, 루갈란[ruːgɑlɑn])는 노르웨이 남서부에 위치한 주로, 주도는 스타방에르이며 면적은 9,378km2, 인구는 494,500명(2014년 기준), 인구 밀도는 53명/km2이다. 북쪽으로는 호르달란주, 북동쪽으로는 텔레마르크주, 동쪽으로는 에우스트아그데르주, 베스트아그데르주, 남쪽과 서쪽으로는 북해와 접한다. 26개 지방 자치체를 관할한다.

로갈란주의 문장

## 인구
| 연도        | 인구    | ±%     |
| ----------- | ------- | ------ |
| 1951        | 211,512 | —      |
| 1961        | 239,052 | +13.0% |
| 1971        | 268,684 | +12.4% |
| 1981        | 305,490 | +13.7% |
| 1991        | 337,906 | +10.6% |
| 2001        | 375,225 | +11.0% |
| 2011        | 436,087 | +16.2% |
| 2021 (est.) | 525,729 | +20.6% |
| 2031 (est.) | 594,278 | +13.0% |